# 百萬行
參數所指定的目標頁面不存在，建議更正成存在頁面或直接建立下列一個頁面（建立前請先搜尋是否有合適的存在頁面可以取代）：
- 百萬行商業大廈

百萬行（英語：Walks for Millions）是香港公益金的步行籌款，為其歷史最悠久的一項籌款項目，於1971年首次舉辦，至2014年3月已舉辦了超過160次，累積參加人數逾300萬人次，籌得善款超過5.5億港元。
百萬行分為「港島、九龍區百萬行」及「新界區百萬行」兩種；此外，公益金亦不時在重大基建開幕前額外舉辦的百萬行，這些百萬行因較受歡迎，通常都會有人數限制外及最低捐款限額。
在2007年4月15日舉行的深港西部通道百萬行有30000人參加。而最近一次的百萬行在2022年11月21於將軍澳跨灣大橋舉行。

## 曾舉辦百萬行的地點
港島、九龍區 
- 堅拿道天橋及香港海底隧道 （1972年）
- 英軍聖佐治學校（1973年）
- 香港仔隧道 （1982年）
- 東區走廊 （1984年及2000年）
- 東區海底隧道（1989年）
- 西區海底隧道（1997年）
- 香港大球場 -> 藍塘道 -> 布力徑 -> 灣仔峽公園 -> 香港仔郊野公園
- 中環灣仔繞道（2019年）

新界區
- 屯門公路 （1978年）
- 吐露港公路及粉嶺公路 （1985年）
- 城門隧道（1989年）
- 將軍澳隧道（1990年）
- 觀塘繞道及大老山隧道（1991年）
- 新田公路及元朗公路 （1993年）
- 青嶼幹線（1997年）
- 汀九橋及大欖隧道（1998年）

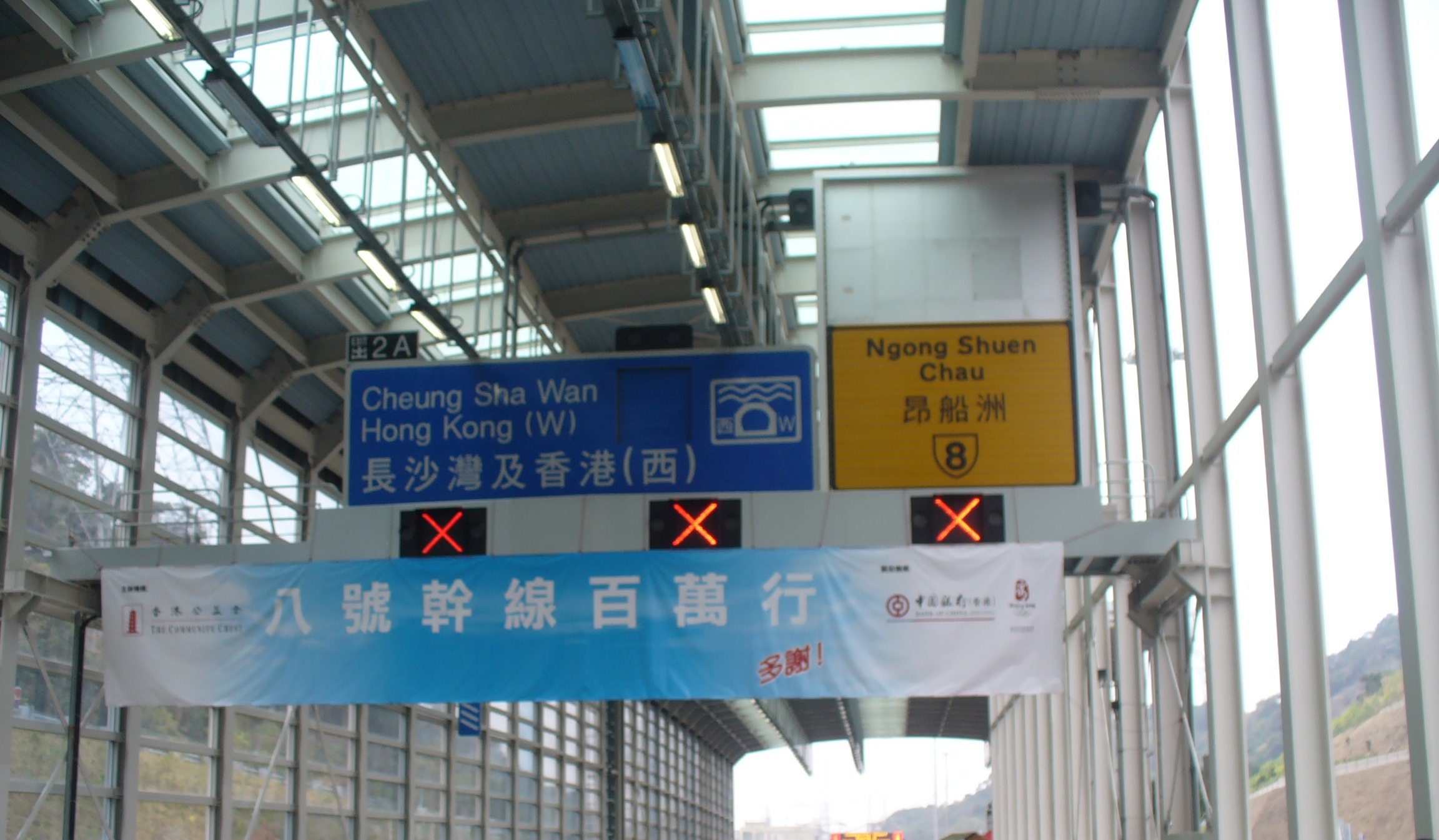
2008年新界區百萬行

- 九廣西鐵（當時港鐵西鐵綫，現稱港鐵屯馬綫）（2003年）
- 后海灣幹線（現港深西部公路）（2007年）
- 深港西部通道（香港段）（2007年）
- 8號幹線（尖山隧道及沙田嶺隧道）（2008年）
- 昂船洲大橋（2009年及2014年）[1]
- 香園圍公路及香園圍管制站（原定於2019年11月17日舉行，因反對逃犯條例修訂草案運動影響而取消）
- 烏溪沙青年新村 -> 吐露港單車徑 -> 港鐵東鐵綫大學站
- 赤鱲角香港國際機場
- 大埔白石角及科學園 -> 大埔海濱公園香港回歸紀念塔
- 將軍澳跨灣連接路（2022年）

## 惡搞歌詞
90後至00後學生普遍流行一句歌詞，就是改編自陳百強的歌曲《公益心》（收錄於專輯《偏偏喜歡你》）的“公益金百萬行，揸支槍，去殺人”，嘗試想得到朋輩的認同，嘩眾取寵，尋求注意。

## 外部連結
- 香港公益金 - 百萬行